# Brachyscleroma flavoabdominalis
Brachyscleroma flavoabdominalis là một loài tò vò trong họ Ichneumonidae.